# 1889 en littérature
| Années de la littérature : 1886 - 1887 - 1888 - 1889 - 1890 - 1891 - 1892    |
| Décennies de la littérature : 1850 - 1860 - 1870 - 1880 - 1890 - 1900 - 1910 |

Cet article présente les faits marquants de l'année 1889 en littérature.

## Événements
- Janvier : l'écrivain britannique Robert Louis Stevenson arrive à Hawaï.
- 1er décembre : fondation de La Revue blanche à Liège.

## Essais
- Histoire de la littérature romaine de Félix Deltour, éditions Ch. Delagrave, Paris
- La Russie et l’Église universelle de Soloviev.
- Essai sur les données immédiates de la conscience, du philosophe Henri Bergson, thèse de doctorat et déjà une des œuvres majeures de l'auteur.
- La Morale anarchiste, de Pierre Kropotkine.
- L'Art de bâtir les villes, de Camillo Sitte.
- Joseph Bertrand, D'Alembert, Paris, libr. Hachette, coll. « Les grands écrivains français »

## Romans
- Eline Vere, roman naturaliste de Louis Couperus (Pays-Bas).
- Die Waffen nieder ! (Bas les armes !), de Bertha von Suttner.
- Le Fou de Firleiouwka de Leopold von Sacher-Masoch.
- Sull’oceano, d’Edmondo de Amicis, qui raconte le voyage d’un groupe d’émigrants italiens de Gênes à Buenos Aires.
- Le Maître de Ballantrae, Un mort encombrant, de Robert Louis Stevenson.
- Un Yankee à la cour du roi Arthur, de Mark Twain.
- Micah Clarke, d'Arthur Conan Doyle.
- Sylvie et Bruno, de Lewis Carroll.
- Trois hommes dans un bateau, de Jerome K. Jerome.
- L'Enfant de volupté premier roman de Gabriele d'Annunzio.

### Romans francophones
- Un homme libre, de Maurice Barrès.
- Fort comme la mort, de Maupassant.
- Famille-sans-nom (en feuilleton dans le Magasin d’éducation et de récréation) et Sans dessus dessous (en volume), de Jules Verne, .
- Le Disciple, de Paul Bourget.
- Lamiel, roman inachevé de Stendhal, publication posthume.
- Mon oncle et mon curé, de Jean de La Brète.

## Nouvelles
- Balthasar, recueil de nouvelles d'Anatole France.
- La Main gauche, recueil de nouvelles de Maupassant.
- Nouvelles parues en 1889

## Bande dessinée
- La Famille Fenouillard de Christophe.

## Poésie
- Mei (Mai), poème d’Herman Gorter (Pays-Bas).
- Parallèlement, recueil de poèmes de Verlaine.

## Principales naissances
- 11 juin : Anna Akhmatova, poétesse russe († 5 mars 1966).
- 5 juillet : Jean Cocteau, poète français († 11 octobre 1963).
- 12 octobre : Alma Karlin, romancière et poétesse austro-slovène († 15 janvier 1950).
- date inconnue :
  - Nezihe Muhiddin, femme de lettres, militante politique, suffragette et féministe turque († 10 février 1958).
  - Suzanne Renaud, poète et traductrice française († 1964).

## Principaux décès
- 15 juin : Mihaï Eminescu, ecrivain roumain, 39 ans
- 23 avril : Jules Barbey d'Aurevilly, écrivain français, 81 ans.
- 18 août : Auguste de Villiers de L'Isle-Adam, écrivain français, (° 1838).